# Mulheres em Cuba

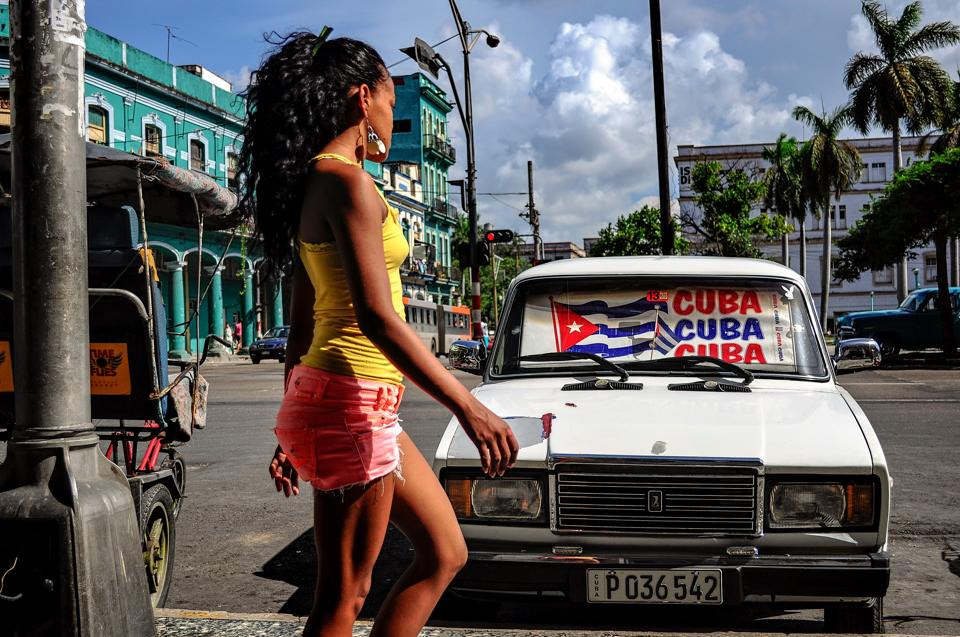
Uma mulher cubana nas ruas da capital, Havana.

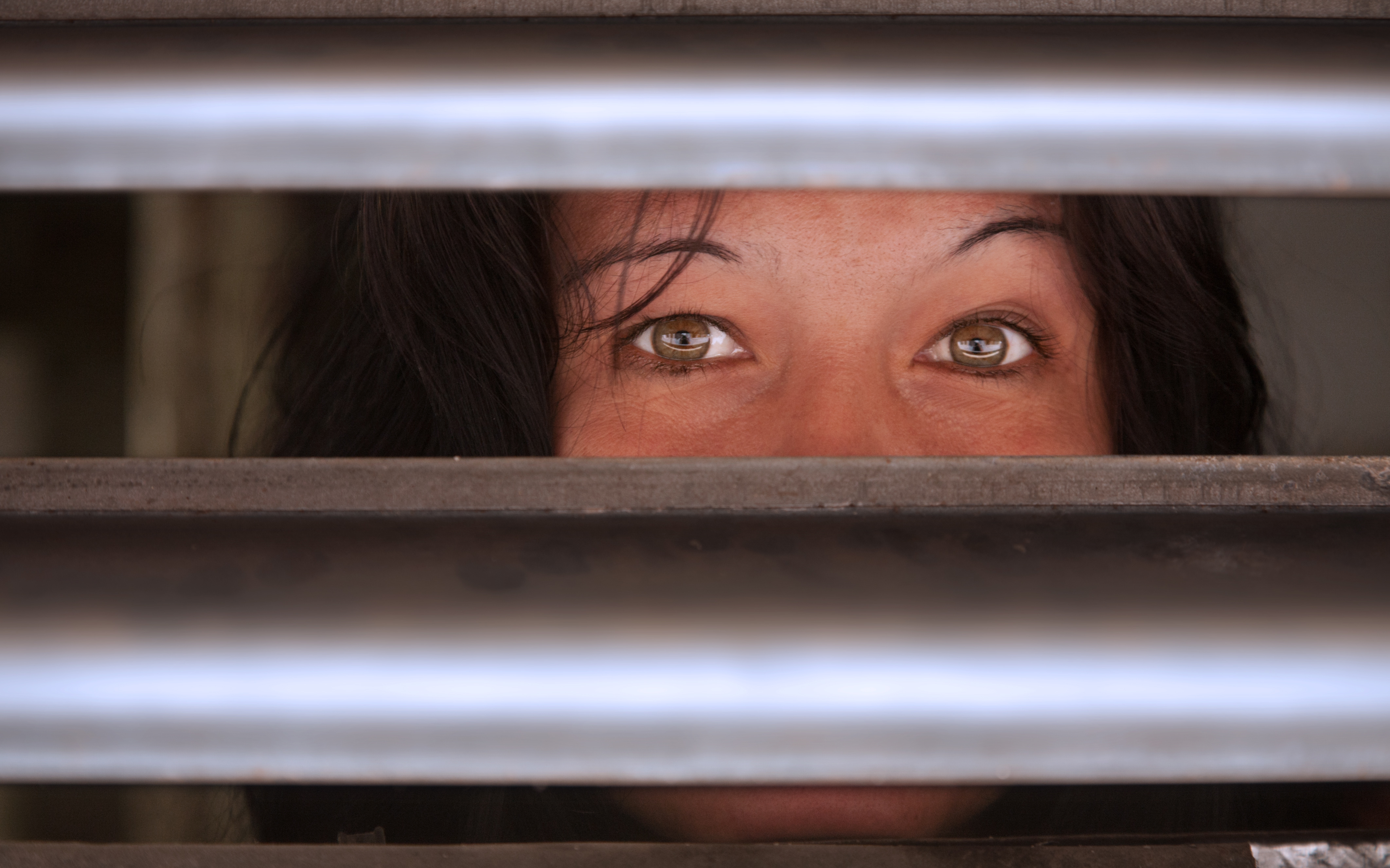
Os olhos de uma mulher cubana em Havana.

As mulheres em Cuba têm os mesmos direitos constitucionais que os homens nos domínios económico, político, cultural e social, bem como na família. De acordo com o artigo 44 da Constituição cubana, “O Estado garante às mulheres as mesmas oportunidades e possibilidades que os homens, a fim de alcançar a plena participação da mulher no desenvolvimento do país”. Em 2015, as mulheres detinham 48,9% dos assentos parlamentares na Assembleia Nacional Cubana, ocupando o sexto lugar entre 162 países em questões de participação feminina na vida política.
Muitas mulheres em Cuba vêm de diferentes origens raciais, incluindo mulheres afro-cubanas. Juntamente com as mulheres afro-cubanas, as mulheres em Cuba, anteriormente um grupo marginalizado, conseguiram obter níveis educacionais mais elevados e avanços iguais nas suas respectivas carreiras. O Código da Família de 1975 foi concebido para permitir que as mulheres cubanas partilhassem de forma justa as tarefas domésticas com os seus cônjuges. As oportunidades de emprego estavam disponíveis nas cidades e, como resultado, muitas mulheres cubanas deixaram o campo para trabalhar e viver nas cidades. No entanto, devido ao aumento do número de mulheres cubanas que estudam e trabalham, a taxa de natalidade nacional diminuiu. Apesar da dessegregação ter sido aplicada em Cuba, ainda existem algumas questões em relação à habitação justa em Cuba.

## História

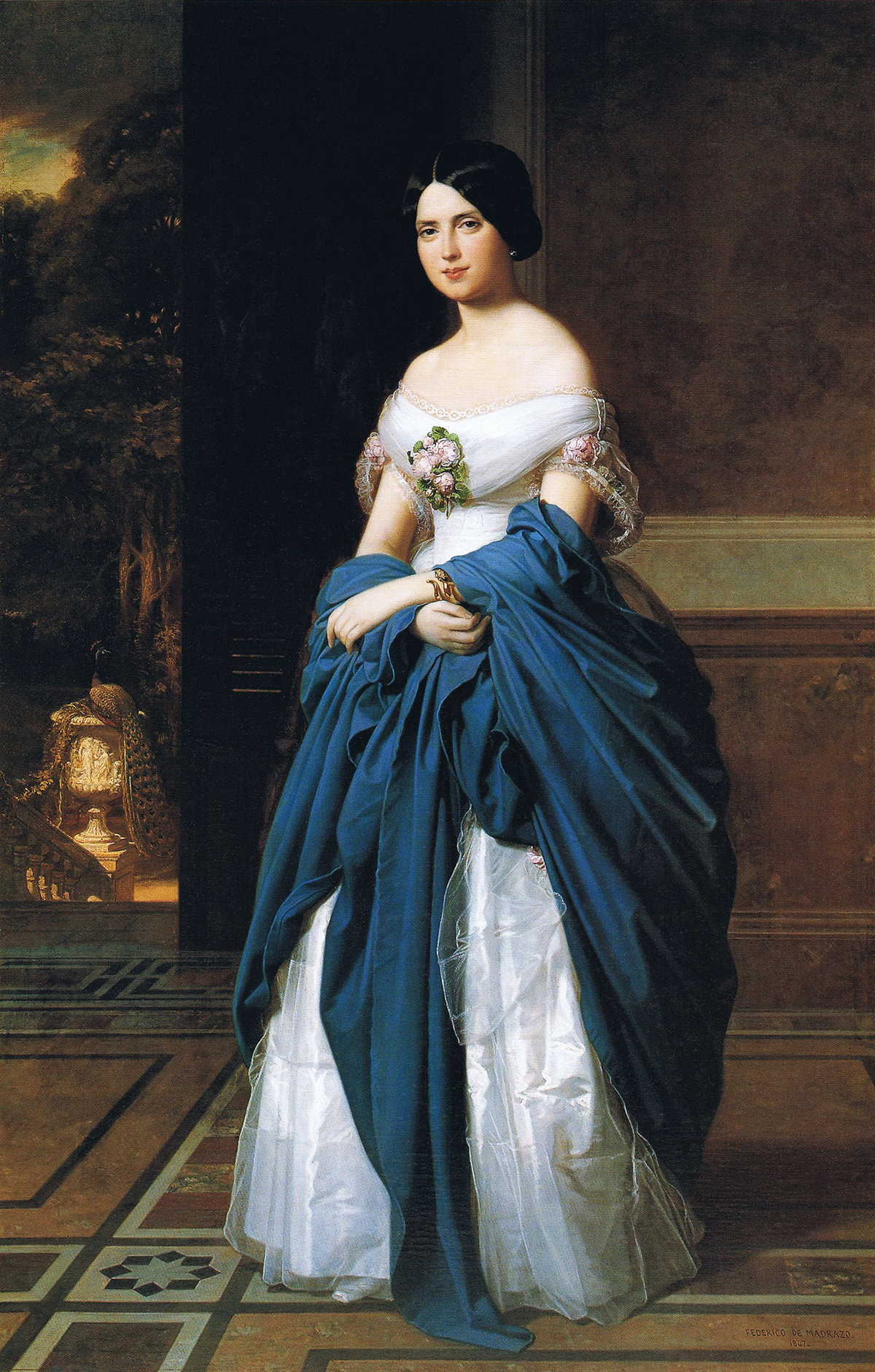
Retrato de Leocadia Zamora y Quesada, dona espanhola nascida em Cuba, 1847.

Na primeira metade do século XX, as mulheres em Cuba alcançaram um estatuto comparável ao de outros países latino-americanos, como a Argentina e o Chile. O objetivo das feministas cubanas durante este período baseava-se na cultura cubana, bem como na posição de classe das mulheres que lideravam o movimento feminista. Em 1923, o primeiro Congresso Nacional de Mulheres foi realizado em Havana. Trinta e uma organizações de mulheres diferentes participaram do Congresso. Três anos depois, em 1925, foi realizado um segundo Congresso Nacional de Mulheres e desta vez participaram setenta organizações de mulheres. Durante este período, uma das líderes mais proeminentes do movimento feminista foi Ofelia Domínguez Navarro, que também participou em ambos os Congressos Nacionais de Mulheres. Em 1933, durante o governo de 100 dias de Ramón Grau, as mulheres cubanas receberam o voto. Em 1934, as percentagens de mulheres cubanas que trabalhavam fora de casa, frequentavam a escola e praticavam métodos contraceptivos ultrapassavam as percentagens correspondentes em quase todos os outros países latino-americanos.

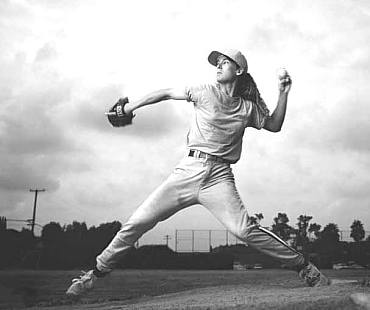
A jogadora de baseball Eulalia González-Vivaya em Havana, c. 1949.

As mulheres em Cuba foram eleitas para a Câmara dos Representantes e para o Senado de Cuba, servindo como prefeitas, juízas, membros do gabinete, conselheiras municipais e membros do serviço estrangeiro cubano. O retorno de Grau ao governo, sob os auspícios do presidente Fulgencio Batista, previu a Constituição cubana de 1940, uma das mais progressistas do Hemisfério Ocidental no que diz respeito à condição da mulher, proibindo a discriminação com base no sexo e exigindo igualdade salarial para trabalho igual. Embora estas leis progressistas tenham constituído um passo na direcção certa, muitas delas não foram aplicadas.
Durante a Revolução Cubana, as mulheres foram mobilizadas e obtiveram direitos sem paralelo em comparação com o resto da América Latina. Por exemplo, conseguiram obter o Código da Família Cubano de 1975. Este código proibiu a discriminação contra mulheres e raparigas, mesmo dentro da família. O Código da Família de 1975 declarou que marido e mulher partilham iguais responsabilidades no lar. Segundo a Federação das Mulheres Cubanas, o Código da Família é um exemplo educativo para as gerações jovens. Ao verem o Código da Família como um exemplo para as famílias, os jovens poderão notar que tanto o marido como a mulher são obrigados a partilhar as tarefas domésticas.
Embora as mulheres cubanas tenham alcançado muita paridade durante a Revolução Cubana, ainda havia muita disparidade predominante na sociedade cubana.
Alguns exemplos são:

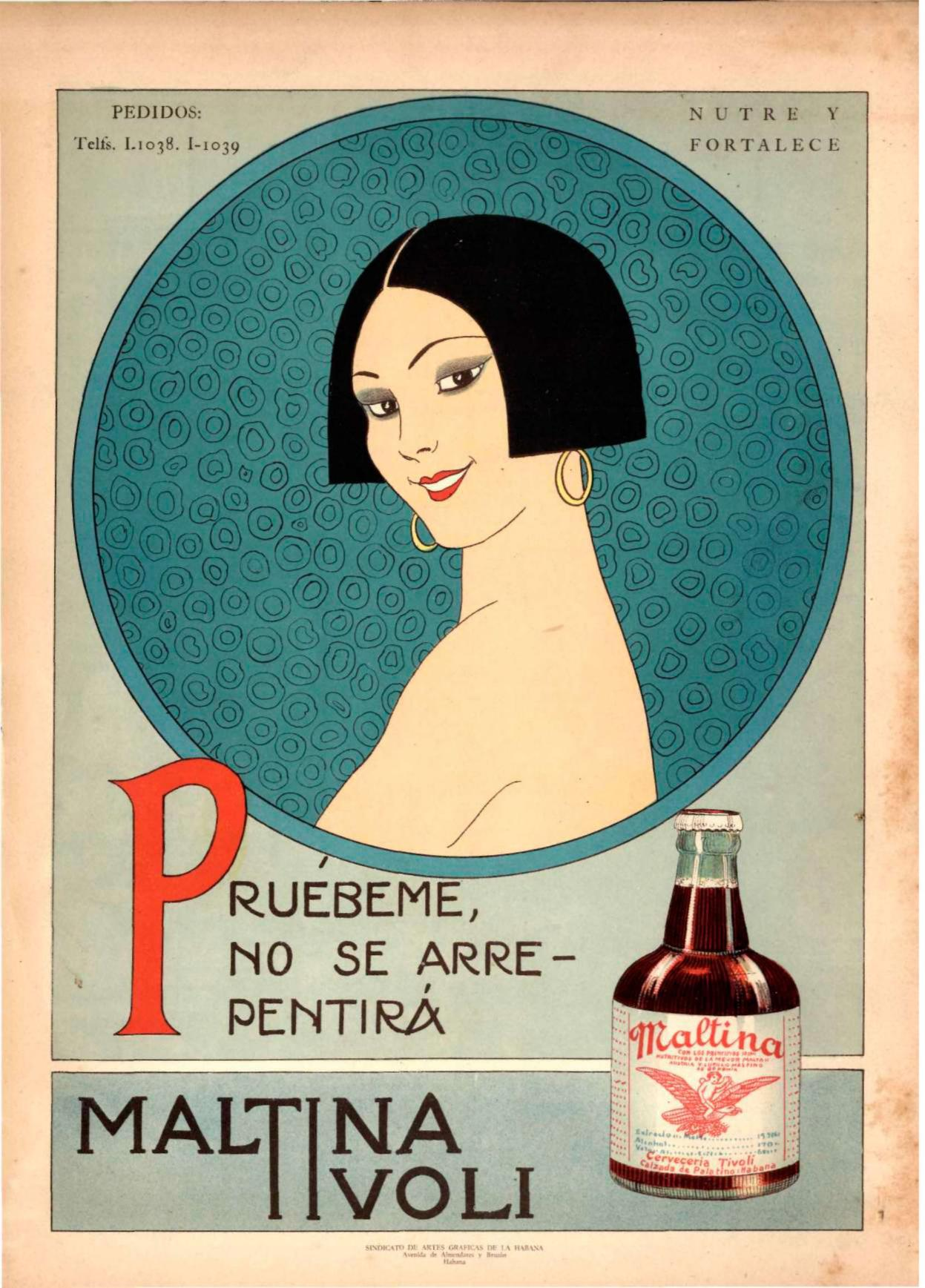
"Prova-me, não se arrependerá". Mulher cubana em anúncio da cerveja Maltina Tivoli, 1924.

- “Durante a década de 1990, quando os subsídios da União Soviética terminaram, a manutenção dos serviços sociais muitas vezes recaiu sobre as mulheres como mães, esposas e cuidadoras, o que indica que Cuba não tinha equalizado totalmente as responsabilidades de género.”[12]
- As mulheres ocupavam apenas um quarto dos cargos administrativos de alto nível no governo.[12]
- "Esta persistência da desigualdade das mulheres na arena política ficou evidente na especulação sobre quem iria suceder Fidel Castro como chefe de Estado, quando ele adoeceu em 2006. Dos 12 a 15 nomes mencionados, que incluíam os círculos internos da liderança de Cuba, nenhuma era mulher."[12]

Um referendo sobre a questão da modificação do Código da Família foi realizado em Cuba em 25 de setembro de 2022. Foi bem-sucedido e, entre outras coisas, o novo Código da Família inclui uma estrita igualdade de direitos entre homens e mulheres. Mesmo antes da aprovação do Código da Família, Cuba já era um líder regional nos direitos das mulheres, segundo a Reuters.

## Hip-hop
O hip-hop, mais especificamente o rap, tornou-se o veículo para as mulheres cubanas expressarem sua insatisfação com a raça e o status de gênero em Cuba. As letras dos grupos femininos de rap cubanos Krudas Cubensi e Obsession pedem respeito pela diversidade no cenário musical e simpatia pelas mulheres que se voltaram para a prostituição em Cuba para resgate econômico. Durante o “Período Especial”, as mulheres assumiram a vanguarda na gestão de diferentes situações económicas e domésticas e, ao fazê-lo, assumiram mais responsabilidades e nova autoridade. O estilo de dança popular “perreo” pode ser visto como um símbolo dessa mudança, com as mulheres na frente dos homens durante a dança.
A promoção de artistas femininas de hip-hop não está atualmente no mesmo nível que a de seus colegas homens. No entanto, com o apoio da Agência Cubana de Rap e, especificamente, de Magia López, a chefe da agência, isso pode mudar. López trabalha atualmente para aumentar a participação das mulheres na cena hip-hop cubana.

## Saúde reprodutiva

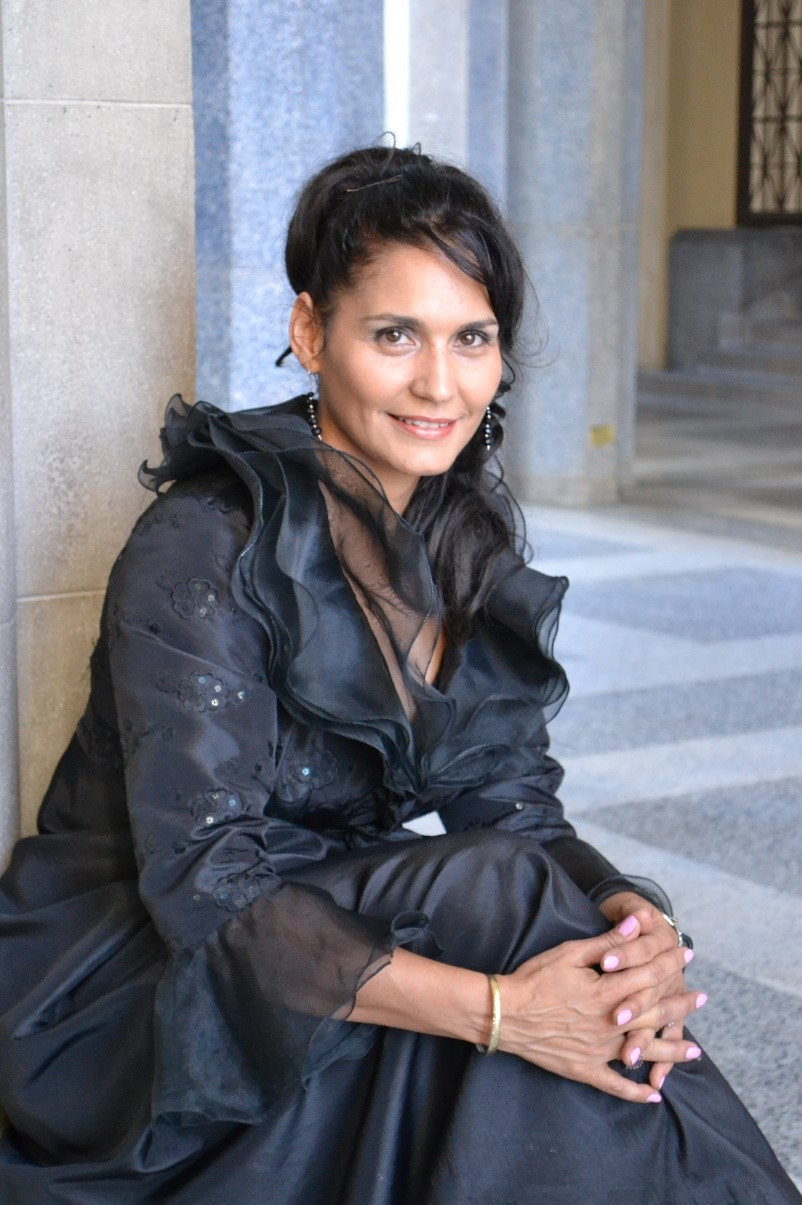
A cantora soprano Marybel Ferrales Nápoles.

Na Cuba moderna, as mulheres têm livre acesso ao aborto e até dois anos de licença maternidade.
Antes do sucesso da Revolução Cubana em 1959, o aborto em Cuba era ilegal e os contraceptivos inacessíveis. As leis de saúde reprodutiva seguiram o modelo do Código Penal de 1870 na Espanha, tornando o aborto altamente restritivo. Em 1936, algumas das leis mais restritivas foram reescritas e inseridas no novo código penal, denominado Código de Defesa Social.
Após a criação da FMC em 1960, foram feitos esforços para aumentar os direitos reprodutivos das mulheres em Cuba. Em 1965, o aborto foi descriminalizado e em 1979, o aborto tornou-se gratuito e mais facilmente acessível. O banco de dados da Política Populacional das Nações Unidas afirma que, entre 1968 e 1974, a taxa de aborto legal passou de 16,5 para 69,5 abortos legais realizados por 1.000 mulheres em idade reprodutiva. Atualmente, a estimativa gira em torno de 47 e 62 abortos legais para cada 1.000 mulheres em idade reprodutiva.
A razão pela qual existe tanta ênfase no aborto quando se discute os direitos reprodutivos em Cuba é porque ele é muito utilizado para o planeamento familiar. No entanto, outros contraceptivos estão disponíveis gratuitamente através do sistema de saúde cubano e são utilizados. De acordo com estatísticas recolhidas da UNICEF e da Divisão de População das Nações Unidas, estima-se que a prevalência de qualquer método contraceptivo (métodos definidos como métodos modernos de contracepção, incluindo a esterilização feminina e masculina, as pílulas hormonais orais, o dispositivo intrauterino (DIU), o dispositivo masculino preservativo, injectáveis, dispositivos implantáveis, métodos de barreira vaginal, preservativo feminino e contracepção de emergência (excluindo o aborto) era de 73,7 por cento das mulheres em Cuba com idades compreendidas entre os 15 e os 49 anos. A porcentagem máxima foi de 77,8% em 2010 e a menor de 60% em 1980.

## Casa, família e taxa de natalidade

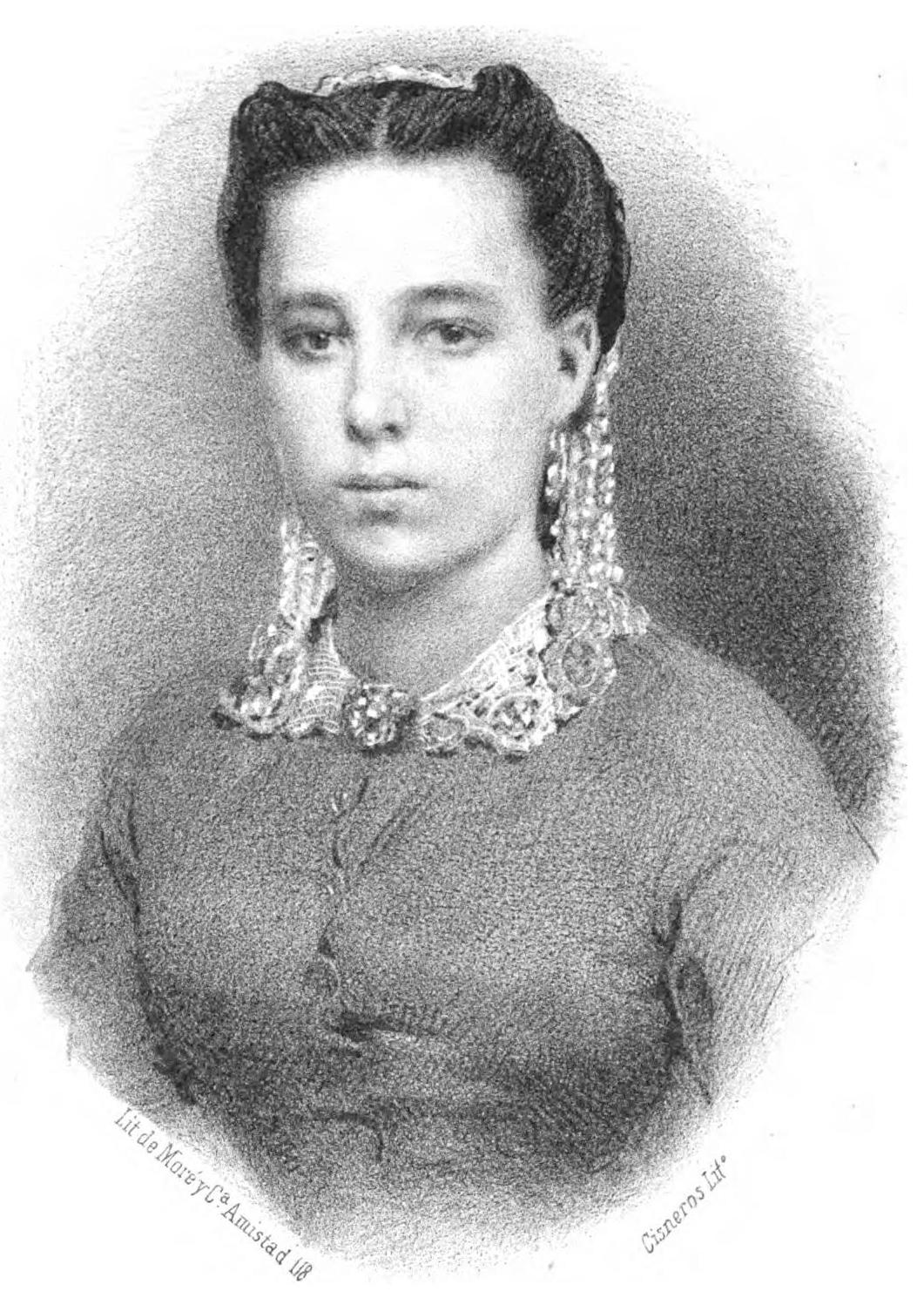
A poetisa Catalina Rodríguez, retrato de Domitila García de Coronado.

As mulheres chefiam quase 50% dos lares cubanos.
Uma das áreas onde as mulheres em Cuba continuam a enfrentar a desigualdade é dentro das suas próprias casas. Apesar de muitas mulheres com filhos possuírem diplomas universitários avançados e empregos no mercado de trabalho profissional, elas também têm a responsabilidade de cuidar dos filhos, dos maridos e de fazer a maior parte, se não toda, da cozinha e da limpeza da casa. A distribuição desigual do trabalho doméstico pode ser atribuída, pelo menos parcialmente, ao conceito de machismo frequentemente encontrado nos países latino-americanos. Em termos de relacionamentos, esperava-se que as mulheres em Cuba tivessem um relacionamento gratificante e gratificante com os seus maridos. Por terem um relacionamento agradável com os maridos, o governo cubano teorizou que o relacionamento amoroso dos casais influenciará os filhos a se comportarem de maneira moral e civilizada. As rígidas normas de género fazem com que as mulheres reduzam as horas de trabalho e recebam ainda menos salários do que já recebem, a fim de terem tempo para cuidar das suas casas e famílias.
Após a Revolução Cubana, cada vez mais mulheres cubanas começaram a trabalhar fora de casa. O governo revolucionário trabalhou para mudar as normas sociais que marginalizavam as mulheres em Cuba. A emancipação era necessária para ajudar as mulheres a obter oportunidades económicas iguais. Antes da Revolução Cubana, de acordo com um censo realizado em 1953, 13,7% das mulheres cubanas trabalhavam. Depois de 1960, o número de mulheres trabalhando aumentou. Com as reformas revolucionárias que foram implementadas, as mulheres cubanas têm mais oportunidades económicas. Uma renda estável serviria como incentivo para que homens e mulheres migrassem para as cidades. No entanto, com mais mulheres a trabalhar e a frequentar a escola, a taxa de natalidade diminuiu. Outro resultado é que havia menos pessoas vivendo e trabalhando no campo devido ao fato de emigrarem para as cidades em busca de emprego.
Uma consequência da carga desproporcional do trabalho doméstico é que muitas mulheres estão a optar por utilizar os abortos e contraceptivos acessíveis acima mencionados em Cuba para adiar, se não impedir completamente, ter filhos. A taxa de natalidade de Cuba tem diminuído nos últimos anos. Em 2016, estimou-se que a taxa de crescimento populacional do país foi de 0,13% e acredita-se que continuará a abrandar para um crescimento populacional negativo nos próximos anos se as tendências actuais continuarem. Comparativamente, a taxa de crescimento populacional dos Estados Unidos foi de 0,7% em 2016, no Canadá 1,2% em 2016 e no México uma taxa de crescimento de 1,3% em 2016. A taxa de crescimento da população mundial em 2016 foi de cerca de 1,1%.
Na indústria habitacional em Cuba, havia desigualdades no setor habitacional. Apesar da promessa da Revolução de implementar uma distribuição igualitária e uma habitação justa, as receitas enviadas do exterior foram capazes de sustentar as despesas de subsistência dos cubanos caucasianos. Homens e mulheres afro-cubanos não puderam viver em casas luxuosas devido à descoberta de que a maioria das casas caras pertenciam a cubanos caucasianos, sustentados por receitas enviadas por familiares que viviam no estrangeiro. Apesar do elevado número de proprietários caucasianos em bairros caros, a Revolução implementou a dessegregação nas escolas e nos bairros.

## Educação

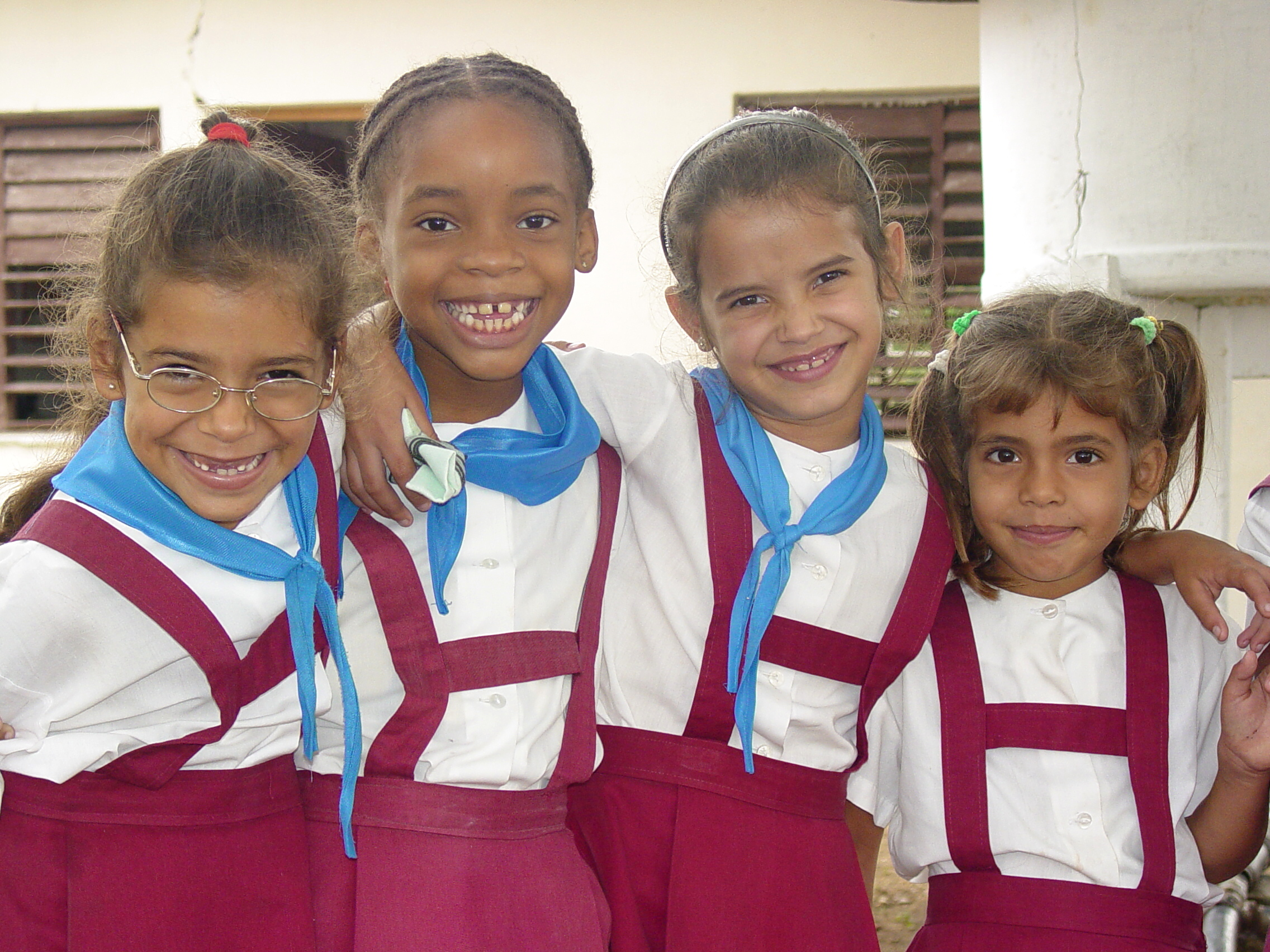
Meninas em uniforme escolar, perto de Pinar del Río, em Cuba, em 2006.

Historicamente, Cuba foi uma sociedade em grande parte agrária, com uma economia baseada no turismo nas áreas urbanas, principalmente em Havana. Muitas mulheres foram forçadas a trabalhar como empregadas domésticas ou prostitutas nestas áreas porque não havia muitas outras opções para elas, pois foram excluídas das oportunidades educacionais. Antes da revolução, cerca de 70% das mulheres na força de trabalho eram empregadas domésticas, trabalhando durante longas horas com baixos salários e poucos ou nenhuns benefícios. Apenas cerca de 194 mil mulheres estavam na força de trabalho, sendo cerca de 700 mil consideradas desempregadas e 300 mil subempregadas.
Após a revolução, a FMC lutou para estabelecer direitos educacionais iguais para as mulheres. A organização reuniu-se com outros países latino-americanos para partilhar ideias para aumentos positivos na educação das mulheres. A FMC começou por estabelecer escolas especificamente para mulheres que eram empregadas domésticas e prostitutas, e escolas para mulheres que viviam na pobreza. Estas escolas foram concebidas para ajudar as mulheres a desenvolver uma gama mais ampla de competências, ajudando-as, em última análise, a adquirir a capacidade de obter ensino superior. Estas escolas também se propuseram a ajudar no histórico de taxas de analfabetismo do país. Cerca de um quarto da população de Cuba era analfabeta quando Fidel Castro assumiu o poder e mais da metade eram mulheres. Em 1961, quase todo o país era alfabetizado, principalmente graças aos voluntários (dos quais cerca de 56% eram mulheres jovens) que iam às zonas rurais para alfabetizar.
Em 2011, as mulheres em Cuba representavam mais de 80% dos estudantes universitários e cerca de 68% dos graduados universitários. Comparativamente, as mulheres representavam cerca de 57% dos alunos de graduação nos Estados Unidos em 2008. As mulheres em Cuba também representam cerca de 81% dos estudantes de medicina, mas estão sub-representadas nas áreas de matemática e ciências, representando apenas 46% dos estudantes de ciências naturais e matemática, 37% dos estudantes de estudos técnicos e 30% dos estudantes de engenharia.

## Mulheres na força de trabalho cubana

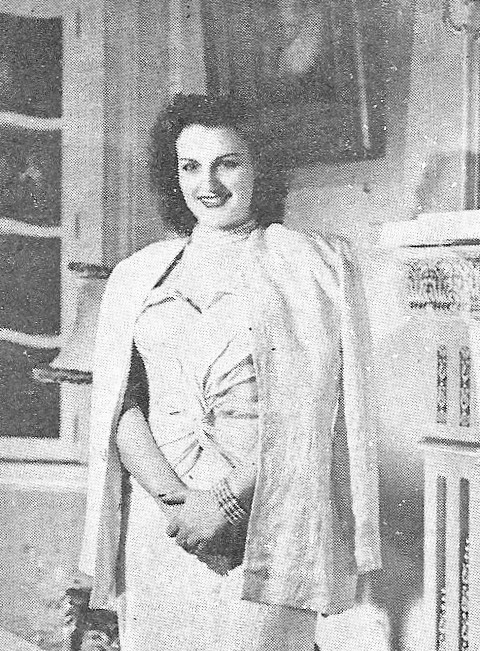
María Dolores Tarrero, a primeira-dama de Cuba de 1948-1952.

Quase 60% dos profissionais na Cuba moderna são mulheres.
Em todo o mundo, as pessoas estão preocupadas com a feminização da pobreza. Sete em cada dez pessoas pobres são mulheres ou meninas, de acordo com um estudo realizado pelo Programa Alimentar Mundial (PAM). Em Cuba, estamos vendo algo único nesta área. Embora o salário médio cubano fosse de cerca de 494,4 pesos normais por mês (US$ 18,66) no final de 2008 a 2015, foi observado um aumento no número de mulheres na força de trabalho técnica e profissional em Cuba. De acordo com o Portal de Dados de Género do Banco Mundial, as mulheres representam 42% da taxa de participação na força de trabalho em Cuba. Uma pesquisa realizada pela Associação Americana de Mulheres Universitárias (AAUW) mostrou que, em 2011, as mulheres representavam cerca de 70% da força de trabalho profissional, 69% dos trabalhadores da saúde e 80% dos trabalhadores da educação, mas apenas cerca de 30% dos engenheiros, mostrando que as taxas diminuem no setor científico e técnico.
Antes da Revolução havia pouca ou nenhuma mulher na força de trabalho, muito menos sendo paga pelo emprego. Apenas 14,2% da população feminina tinha emprego remunerado, de acordo com um artigo de jornal, Socialismo e Feminismo: Mulheres e a Revolução Cubana, Parte 1. Esperava-se que a maioria das mulheres daquela época fossem donas de casa e cuidassem de seus maridos e famílias. Porém, havia uma pequena porcentagem de mulheres que procuravam trabalhar. De acordo com o artigo do jornal Socialismo e Feminismo: Mulheres e a Revolução Cubana, Parte 1, em 1958 havia uma percentagem de 19,3 mulheres à procura de emprego. Desde então, em comparação com as estatísticas, agora é possível observar um aumento do número de mulheres na força de trabalho. Mas você ainda vê a diferença entre homens e mulheres que trabalham, entre onde trabalham e quanto recebem. Portanto, houve pequenas mudanças, mas ainda há muito mais melhorias e mudanças a serem feitas para que as mulheres de Cuba recebam os direitos que merecem.

## História das mulheres afro-cubanas
As mulheres afro-cubanas vivem em Cuba desde o século XV, com o aumento da procura de escravos durante a época colonial. Os escravos nascidos na África e importados para Cuba eram denominados bozal. Os escravos nascidos em Cuba eram conhecidos como negro criollo. A cultura afro-cubana também foi amalgamada com o influxo de negros haitianos e seus produtos e práticas culturais no rescaldo da Revolução Haitiana.

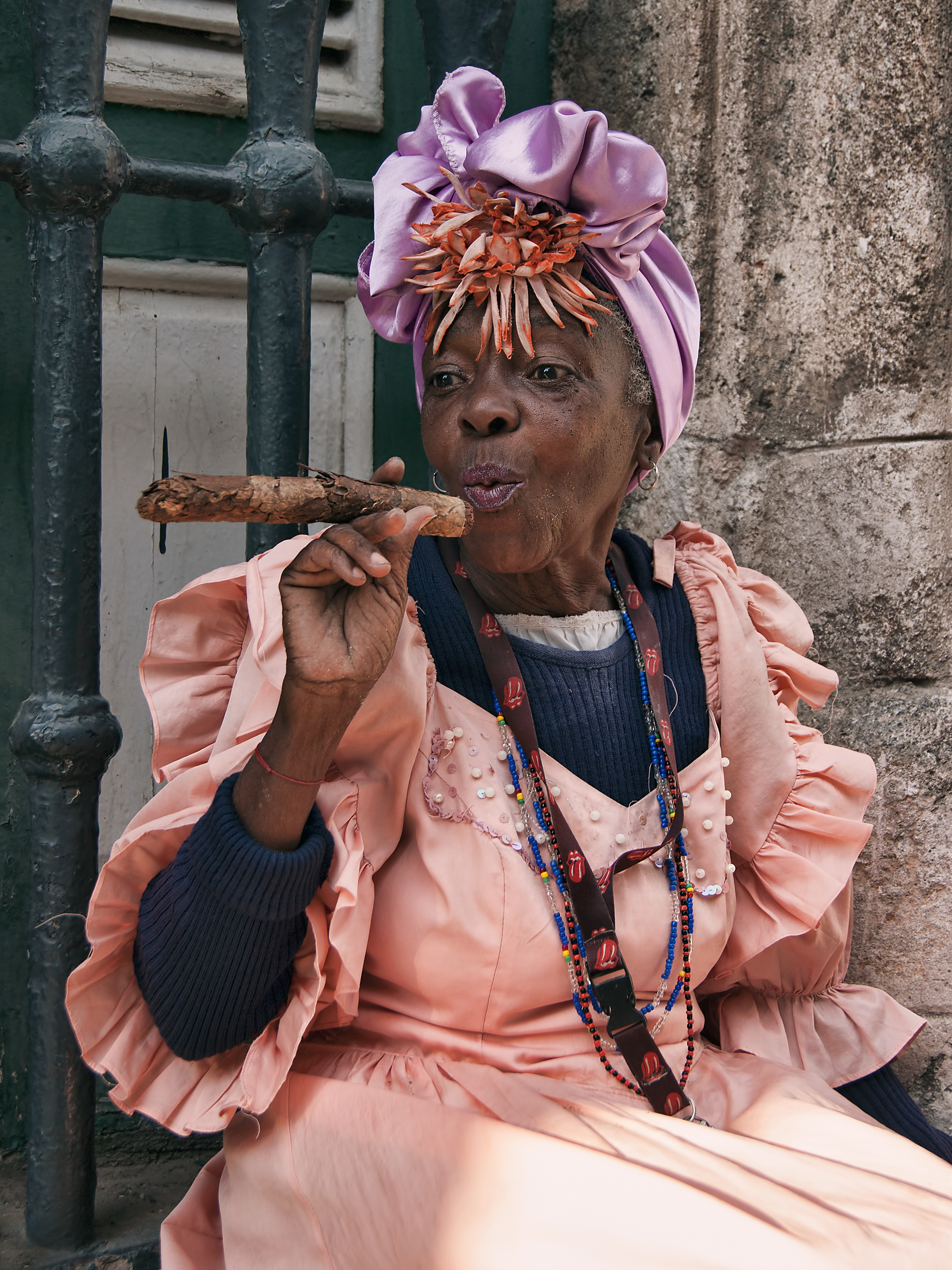
Uma mulher idosa cubana em trajes tradicionais coloridos posa divertidamente com seu charuto na Plaza de Armas.

Depois de 1959, o governo revolucionário instituiu novas reformas para os afro-cubanos e para a população em geral. O governo revolucionário tinha como objetivo alfabetizar todos os setores da população. O resultado foi que muitos afro-cubanos concluíram o ensino secundário, o que é estatisticamente superior em comparação com os seus homólogos brancos. Esta mudança resultaria na constatação de um número substancial de afro-cubanos matriculados em escolas médicas. Eles foram treinados em escolas médicas estabelecidas em Cuba. As escolas médicas foram estabelecidas porque houve uma "fuga de cérebros" que ocorreu provavelmente devido à crescente atratividade dos ideais revolucionários no país. Assim, uma das mudanças inclui a assistência médica gratuita que foi prestada à população cubana e também aos pacientes estrangeiros. Cuba era conhecida pela sua causa humanitária noutros países, incluindo a Venezuela. As mulheres afro-cubanas eram a maioria dos médicos enviados ao exterior.  Uma das razões pelas quais muitas mulheres afro-cubanas constituem a maioria dos médicos enviados ao exterior é porque o salário é lucrativo. Muitos afro-cubanos não tinham famílias vivendo no exterior e por isso não podiam receber dinheiro nem presentes. O governo cubano não cobrava mensalidades dos estudantes e as mulheres cubanas negras e brancas podiam estudar em escolas médicas. Elas ganharam a oportunidade de serem médicas bem remuneradas, o que representa um grande ganho para os direitos das mulheres em Cuba. Ao receberem dinheiro constante e bens materiais, como vestuário, as médicas afro-cubanas conseguiram sustentar as suas famílias em Cuba. Além disso, não teriam a obrigação de imigrar para um novo país. Elas poderiam trabalhar num país estrangeiro por um período de tempo relativamente curto e depois voltar para casa, em Cuba.
Durante o Período Especial, os afro-cubanos foram severamente afetados pelos inúmeros problemas que surgiram. Por exemplo, tiveram de enfrentar dificuldades, incluindo a baixa oferta de alimentos e oportunidades de emprego insuficientes. As mulheres afro-cubanas afirmaram que não receberam a oportunidade profissional de contribuir para a economia cubana, apesar do seu elevado nível educacional. Por exemplo, na década de 1990, as mulheres afro-cubanas levantaram a questão da falta de empregos no sector do turismo. Devido às dificuldades, ao fornecimento insuficiente de alimentos e à insuficiência de empregos em hotelaria, muitas mulheres, incluindo afro-cubanas, recorreram ao trabalho sexual e ao namoro internacional (turismo). Na indústria do turismo sexual, as trabalhadoras do sexo afro-cubanas tornaram-se publicamente associadas como algum tipo distinto e cruel de objetos exóticos. Por outro lado, as trabalhadoras do sexo caucasiano-cubanas eram comumente consideradas namoradas ou esposas de turistas.

## Mulheres proeminentes em Cuba após a revolução

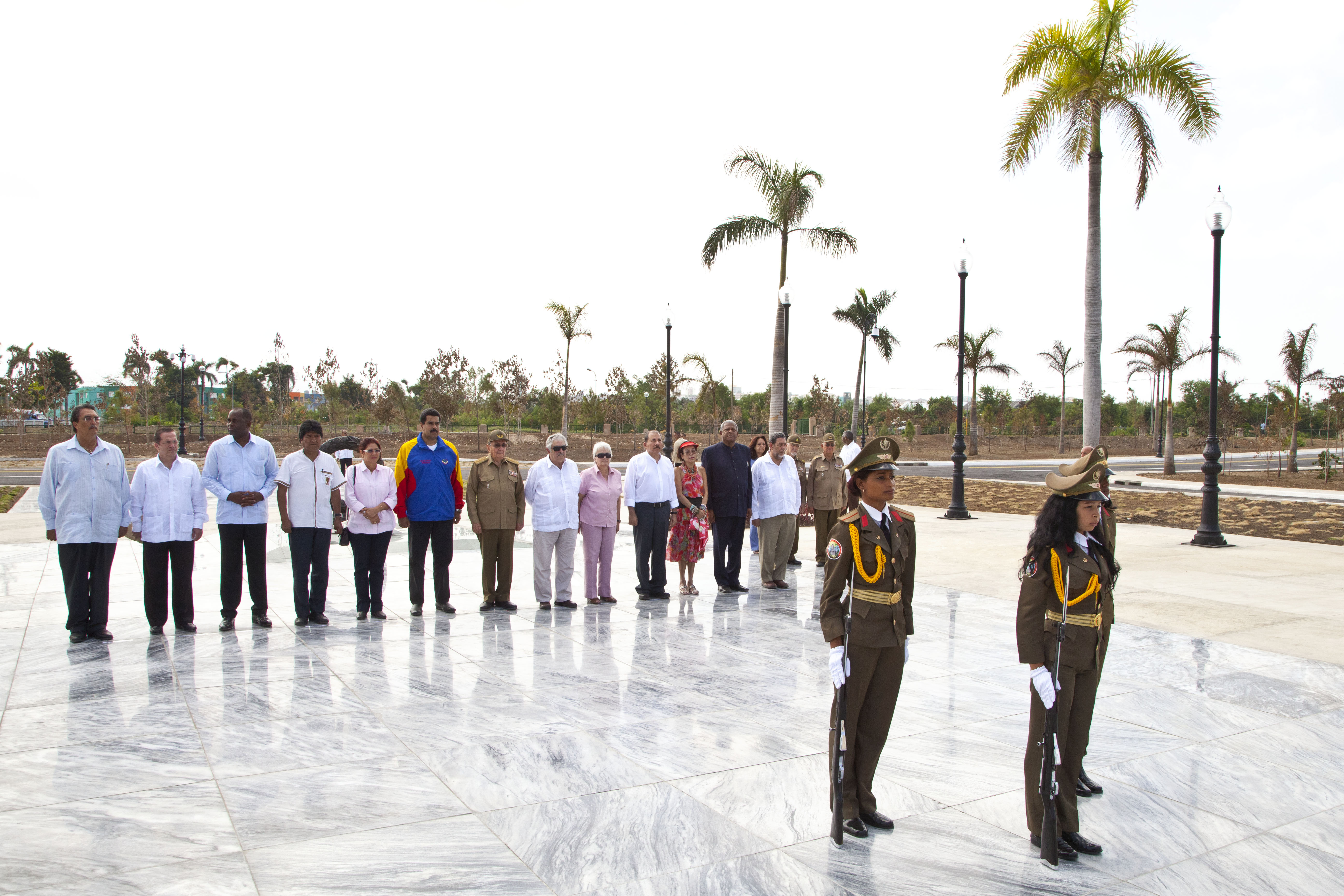
Guarda-de-honra feminina no Mausoléu de José Martí.

A mulher de maior destaque no governo cubano após a revolução foi Vilma Espín, a esposa de Raúl Castro. Foi fundadora da Federação das Mulheres Cubanas, membro do Comitê Central do Partido Comunista e do Bureau Político do partido. Ela se formou em engenharia química pelo Instituto de Tecnologia de Massachusetts. Ela foi uma líder do movimento guerrilheiro durante a revolução e era extremamente próxima de Fidel e Raúl Castro.
Do outro lado, uma figura proeminente foi a líder da oposição Laura Inés Pollán Toledo. Pollán fundou o grupo dissidente Ladies in White, que realiza marchas de protesto pacifistas com as esposas e cônjuges de presos políticos em Cuba para exigir a sua libertação. Pollan trabalhou como professora de literatura até se aposentar em 2004. Ela sempre se vestiu de branco, símbolo da organização, e se tornou uma figura-chave da oposição em Cuba.
Após a Revolução, muitas mulheres afro-cubanas, com apoio financeiro do governo cubano, formaram-se em escolas médicas e foram enviadas para o estrangeiro para ajudar pacientes.